# Fos Tonkins LNG-terminal
Fos Tonkins LNG-terminal är en fransk terminal för flytande naturgas (LNG) i Fos-sur-Mer. Den är en del av Marseilles hamn och ägs och drivs av Fosmax LNG SA, ett företag som ägs av Elengy. Elengy är i sin tur ett dotterföretag till Engie. 
Terminalen har en kapacitet att omsätta 2,4 miljoner ton per år. Den har tre lagringstankar med en sammanlagd lagringskapacitet på 150 000 kubikmeter. 
Ägaren Elengy informerade 2020 att företaget planerade att driva terminalen till 2028.